# Sânsimion (gmina)
Sânsimion – gmina w Rumunii, w okręgu Harghita. Obejmuje miejscowości Cetățuia i Sânsimion. W 2011 roku liczyła 3482 mieszkańców.